# Diana Pančenko
Diana Vitaliïvna Pančenko (in ucraino Діана Віталіївна Панченко?; Mykolaïv, 21 maggio 1988) è una giornalista e conduttrice televisiva ucraina.

## Biografia
Nel 2010 si è laureata in editoria e redazione all'Istituto Politecnico di Kiev, e nel 2018 in giurisprudenza all'Università nazionale Taras Ševčenko di Kiev. Ha lavorato per Gazeta.ua, Kyiv TV e NewsOne.
Nel 2020 le è stato conferito il premio "Giornalista dell'anno" dal programma ucraino "Persona dell'anno-2020".
Dopo la messa al bando di NewsOne alla fine di febbraio 2021, si è trasferita a First Independent. Il canale, erede di NewsOne, è stato chiuso un'ora dopo il suo lancio. Il 26 febbraio 2021 ha co-fondato il movimento Club di Difesa dei Giornalisti.
Ha presentato il festival musicale Slov"jans'kyj bazar nel luglio 2021 a Vicebsk. Dopo l'evento, è stata convocata dal Consiglio Nazionale delle Trasmissioni Televisive e Radiofoniche per fornire spiegazioni al riguardo.
In seguito all'invasione russa del 2022 ha lasciato l'Ucraina, accusando il paese di aver provocato la Russia alla guerra, e le autorità ucraine di essere responsabili di tutte le conseguenze del conflitto. Nel gennaio 2023 il Servizio di sicurezza dell'Ucraina (SBU) ha levato accuse nei suoi confronti circa la produzione e diffusione di contenuti che giustificavano l'invasione. Durante la sua permanenza fuori dal paese, Diana Pančenko ha continuato l'attività di giornalista, ottenendo un'intervista con il presidente bielorusso Aljaksandr Lukašėnka nell'agosto 2023. In ottobre il Servizio di sicurezza dell'Ucraina ha annunciato di aver avviato un'indagine preliminare su di lei per alto tradimento commesso sotto la legge marziale.